# 陳方慶
陳方慶（ちん ほうけい、生年不詳 - 589年）は、南朝陳の皇族。南康王。

## 経歴
陳曇朗の子として生まれた。天嘉年間、臨汝県侯に封じられた。まもなく給事中・太子洗馬となり、宗正卿を代行し、殿省に宿直した。太建9年（577年）、仮節・軽車将軍・都督南定州諸軍事・南定州刺史として出向した。任期を満了すると、散騎常侍となり、宗正卿を兼ねた。至徳2年（584年）、智武将軍・武州刺史に任じられた。朝廷は広州刺史の馬靖が反乱を計画していると疑い、方慶を仁威将軍・広州刺史に任じた。方慶は兵を率いて馬靖を襲撃し、殺害した。宣毅将軍に進んだ。至徳4年（586年）、雲麾将軍に進んだ。
禎明3年（589年）、隋軍が長江を渡ると、東衡州刺史の王勇が高州刺史戴智烈に500騎をつけて方慶を迎えさせ、陳の残軍を糾合しようとした。隋の行軍総管の韋洸が軍を率いて嶺南に入ると、王勇と鄭万頃を旧職にとどめるむね、隋の文帝の勅命を布告した。方慶はこのことを知ると、王勇が自分を隋に売ったものと考え、戴智烈の兵が広州に入るのをはばんだ。方慶は戴智烈と戦って敗れると、広州で斬られ、その妻子は捕らえられた。

## 伝記資料
- 『陳書』巻14 列伝第8
- 『南史』巻65 列伝第55